# 马木 (路易斯安那州)
马木（英語：Mamou），是美国路易斯安那州下属的一座城市。根据2010年美国人口普查，该市有人口3,242人。该镇坐落于30°38′3″N 92°25′8″W / 30.63417°N 92.41889°W (30.634033, −92.418913)。据美国统计局数据，全镇占地3.6平方公里。
这个地区坐落于大片延伸的平原之上，1907年，来自尤尼斯的科尔内留斯·杜松勘测了这里，大批的土地被拍卖。最初的村子占地一平方英里，1911年1月11日马木镇遂正式成立。棉花曾是这里的主要农作物，然而由于需求量的降低，今天水稻已成为马木占主导地位的作物。马木人是卡津人活动的重要地区，镇里的民间音乐和音乐人十分有名，被称为“世界卡津音乐之都”。